# توماس آدمسون
توماس آدمسون (بالإنجليزية: Thomas Adamson)‏ هو فلاح نيوزيلندي، ولد في 9 سبتمبر 1845، وتوفي في 29 ديسمبر 1913.